# Pitch-control
Pitch-control is een tempo-regelaar op muziekapparatuur zoals op een draaitafel of cd-speler.

## Gebruik
Pitch-control wordt vooral toegepast op muziekapparatuur voor de professionele markt.
Vooral dj's maken erg veel gebruik van deze tempo-regelaar om twee muziekstukken met verschillende tempo's (uitgedrukt in BPM) toch in elkaar te kunnen mixen.
Dit doet men dan met behulp van twee draaitafels/cd-spelers (met pitch-control) en een mengpaneel of mixer.